# Jiří mladší Popel z Lobkowicz
Jiří mladší Popel z Lobkowicz (1. března 1556 – 11. září 1590) byl český šlechtic, příslušník duchcovské větve českého šlechtického rodu Lobkoviců. Zastával úřad nejvyššího kráječe a prezidenta rady nad apelacemi.

## Původ a život
Narodil se 1. března 1556 jako syn Václava Popela z Lobkowicz na Duchcově († 31. prosince 1574), pozdějšího hejtmana Litoměřického kraje (1562), a jeho manželky (sňatek 9. února 1545) Benigny (Bonušky, Bony) z Weitmile. 
Jeho mladším bratrem byl Jan Václav Popel z Lobkowicz (1561–1608), hejtman Starého Města pražského a Matouš Děpolt Popel z Lobkowicz (1564–1619), hejtman Prácheňského kraje, český místodržící a v letech 1591–1619 český velkopřevor řádu maltézských rytířů.
Jiří vedl zbožný život. Zastával čestný úřad nejvyššího kráječe a v letech 1585–1590 vlivný úřad prezidenta rady nad apelacemi.

### Majetek
Vlastnil Duchcov a Střekov. Majetek odkázal svému mladšímu bratru Adamu Havlovi (1557–1605).

### Manželství
Zůstal svobodný a bezdětný.

### Smrt a náhrobek

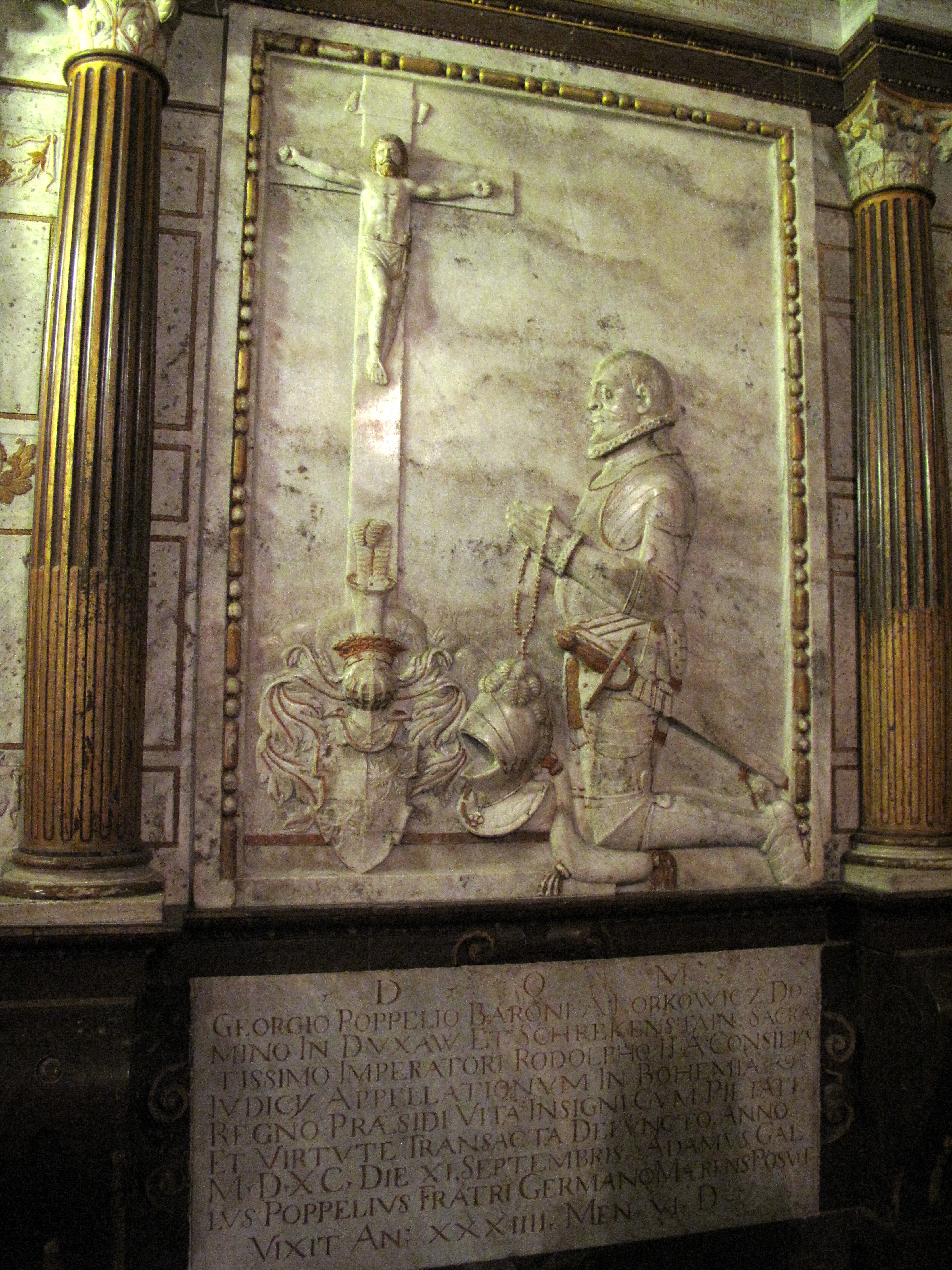
Náhrobek Jiřího mladšího Popela z Lobkowicz v katedrále sv. Víta

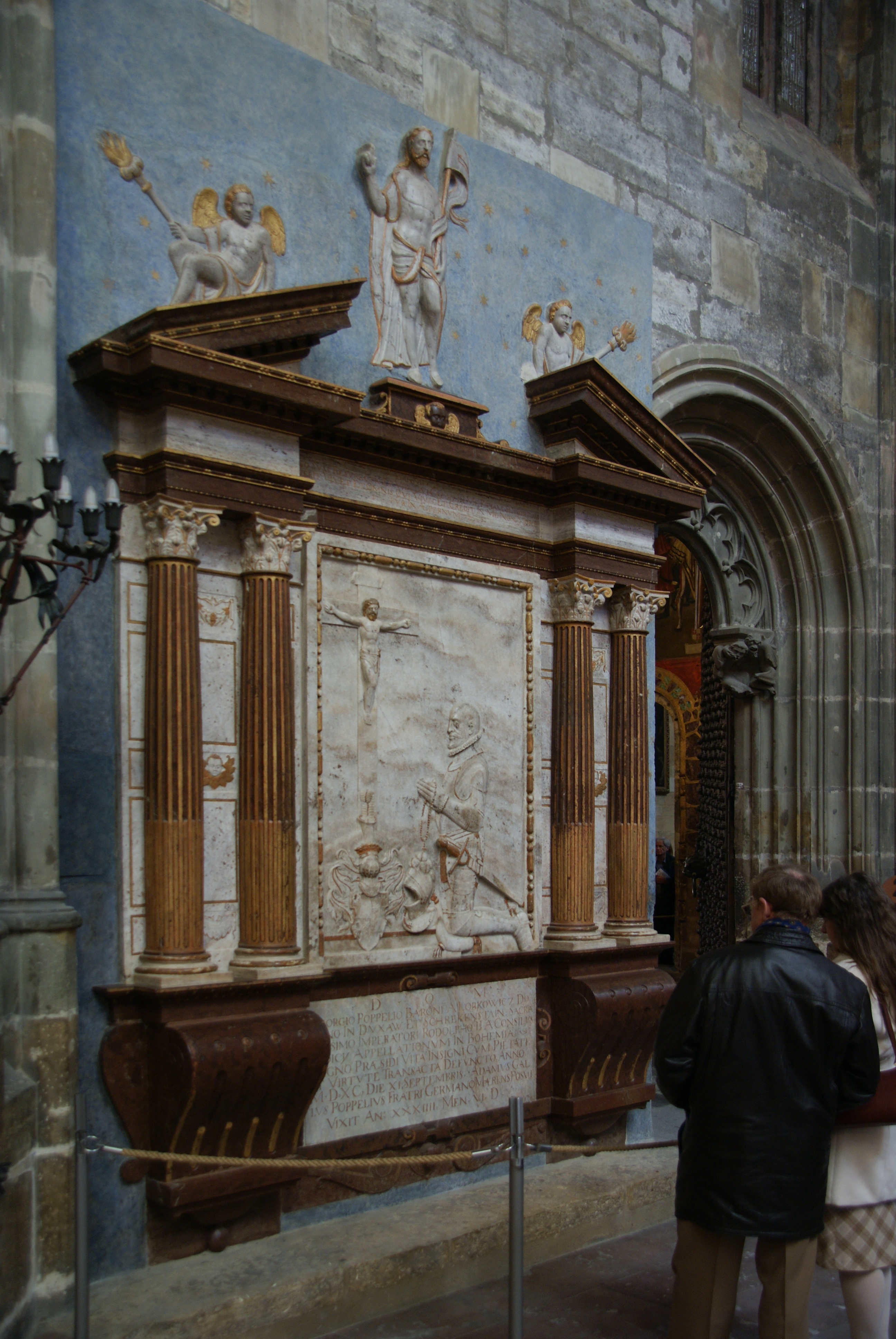
Náhrobek Jiřího mladšího Popela z Lobkowicz v katedrále

Zemřel 11. září 1590 a byl pohřben v katedrále sv. Víta v Praze. Jeho náhrobek, který objednal jeho bratr a dědic Adam Havel Popel z Lobkowicz, se dochoval přizděný k jižní stěně chóru vedle severního vchodu do svatováclavské kaple. Je to tříetážová architektura s reliéfy, o rozměrech 4,50 x 2,75 m. Ve spodní části má mezi volutami nápisovou desku s rytým latinským textem: D. O. M. // GEORGIO POPPELIO BARONI A LOBKOWICZ DO // MINO IN DVXAW ET SCHREKENSTAIN SACRA // TISSIMO IMPERATORI RODOLPHO II A CONSILYS // IVDICY APPELLATIONVM IN BOHEMIA // REGNO PRAESIDI VITA INSIGNI CVM PIETATI // ET VIRTVTE TRANSACTA DEFVNCTO ANNO // M. D. XC. DIE XI. SEPTEMBRIS. ADAMVS GAL // LVS POPPELIVS FRATRI GERMANO MARENS POSVIT // VIXIT AN: XXXIIII. MEN. VI. D. Ve střední části je deska, kterou rámuje perlovec. Reliéf zobrazuje klečícího šlechtice v brnění v modlitbě před krucifixem, v rukou svírá růženec, který identifikuje jeho katolickou víru. U paty krucifixu je lobkovický znak. Mezi šlechticem a erbem je jeho sňatá helmice. Desku rámují dva páry kanelovaných sloupů s korintskými hlavicemi, které nesou architráv s vlysem, na kterém je latinský nápis: IOANNIS 11 // EGO SVM RESVRECTIO ET VITA QVI CREDIT IN ME ETIAM SI MORTVVS // FVERIT VIVET ET OMNIS QVI VIVIT ET CREDIT IN ME NON MORIE // TVR IN ÆTERNVM. Do rozevřeného tympanonu je vložena socha vzkříšeného žehnajícího Krista s vexillem v levici, mezi dvěma sedícími andílky, kteří drží planoucí pochodně věčného života. Konzoly, sloupy a římsy jsou z červenohnědého sliveneckého mramoru, zatímco patky, hlavice, nápisové desky a plastiky jsou z mramoru bílého, detaily jsou zlacené.